# Janus Metz Pedersen
Janus Metz Pedersen, ou simplement Janus Metz, est un réalisateur, scénariste et producteur danois.

## Filmographie
- 2010 : Armadillo (documentaire)
- 2015 : True Detective (série télévisée) - saison 2, épisode 3 Peut-être demain
- 2017 : Borg McEnroe
- 2018 : Heartbound: A Different Kind of Love Story (documentaire), réalisé avec Sine Plambech
- 2020 : ZeroZeroZero (série télévisée) - épisodes 3, 4 et 5
- 2022 : Le Couteau par la lame (All the Old Knives)
- 2025 : Andor (série télévisée) - saison 2, épisodes 7, 8 et 9
- prochainement  : Unabom